# Кнакфус, Герман

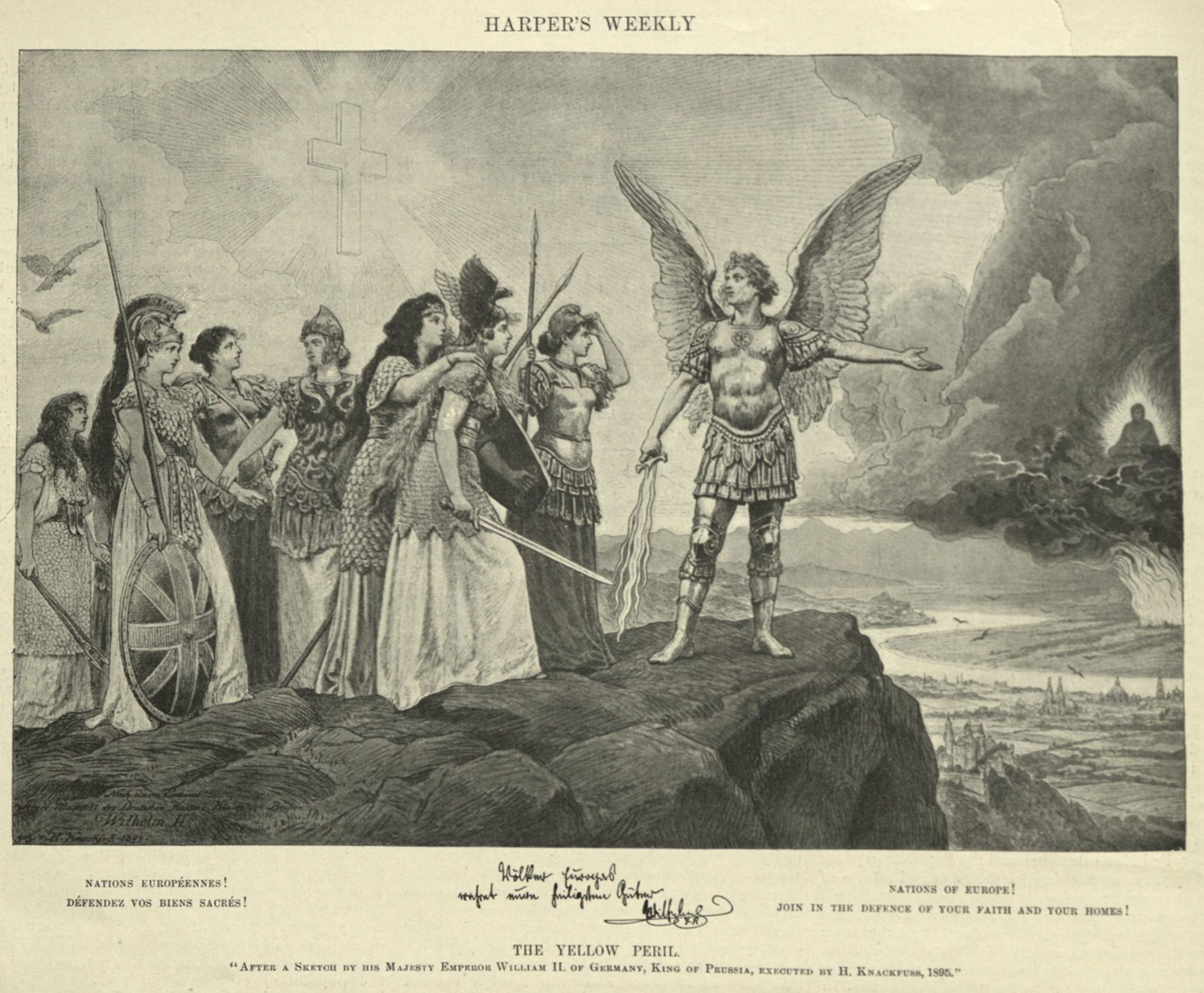
Народы Европы, охраняйте свои священные блага. Рисунок Германа Кнакфуса по эскизу кайзера Вильгельма II. 1895

Герман Йозеф Вильгельм Кна́кфус (нем. Hermann Joseph Wilhelm Knackfuß; 11 августа 1848, Виссен — 17 мая 1915, Кассель) — немецкий художник, мастер исторической живописи и портрета, искусствовед и преподаватель.

## Биография
Герман Кнакфус в 1869—1874 годах обучался в Дюссельдорфской академии художеств. Ученик Эдуарда Бендемана, Юлиуса Рётинга и Эдуарда фон Гебхардта. В 1870 году добровольцем ушёл на войну с французами. Его иллюстрации к ходу военных действий с 1870 года публиковались в журнале Die Gartenlaube. Впоследствии Кнакфус сотрудничал также со многими другими изданиями. За две исторические картины «Византийское посольство передаёт супруге Аттилы подарки» и «Одиссей и сирены» Кнакфус удостоился в 1874 году большой государственной премии и стипендии на поездку в Рим в 1875—1878 годах. В 1880 году Германа Кнакфуса пригласили преподавать в Кассельской академии, сначала анатомию, а с 1890 года — историю искусства.
Кнакфус написал множество исторических полотен и этюдов потолочных фресок для общественных зданий, посвящённых истории Пруссии. Например, Кнакфус является автором фресок в зале железнодорожного вокзала в Страсбурге. Поначалу картинам Кнакфуса был свойственен отчасти педантичный реализм, прежде всего в передаче деталей исторических костюмов. С 1890 года в его исторической живописи постепенно стали заметны черты импрессионизма. Кнакфус был весьма востребованным портретистом в среде прусского дворянства.
В 1895 году император Вильгельм II поручил Герману Кнакфусу оформление своих аллегорических рисунков «Народы Европы, охраняйте свои священные блага» (нем. Völker Europas, wahrt eure heiligsten Güter) и «Никому не в угоду, никому не в обиду» (нем. Niemand zuliebe, niemand zuleide). Кнакфус продолжал путешествовать, побывал в Греции, Испании, Италии, Малой Азии, Египте и в 1898 году сопровождал среди прочих кайзера в Палестину. Умер от брюшного тифа, находясь на службе в охране лагеря военнопленных в кассельском Нидерцверене.
Творчество академического исторического живописца и иллюстратора прусской истории после 1945 года полностью подверглось забвению, к тому же многие из его работ были уничтожены в войну. В настоящее время Кнакфус в основном известен как автор биографий многих художников Микеланджело, Рафаэля, Тициана, Веласкеса, Мурильо, Рубенса, ван Дейка, Рембрандта, Франса Халса, Гольбейнов и Дюрера и трудов по всеобщей истории искусства и истории искусства Германии.

## Труды
- Allgemeine Kunstgeschichte, Velhagen und Klasing, 3 Bände, ab 1897, Archive, Band 1
- Deutsche Kunstgeschichte, Velhagen und Klasing, 2 Bände, 1888, Band 1, Archive, Band 2, Archive